# Skive IK
A Skive IK, teljes nevén Skive Idræts Klub egy dán labdarúgócsapat. A klubot 1901-ben alapították, székhelyük Skivében van.

## Jelenlegi keret
| #  |         | Poszt | Név                                                    |
| -- | ------- | ----- | ------------------------------------------------------ |
| 1  | DNK     | K     | Martin S. Jensen                                       |
| 2  | DNK     | V     | Christian Gyldenøhr                                    |
| 4  | DNK     | V     | Dennis Rasmussen                                       |
| 6  | DNK     | KP    | Kristian Nielsen                                       |
| 7  | DNK     | KP    | Martin Thomsen                                         |
| 8  | DNK     | CS    | John Dyring                                            |
| 9  | DNK     | KP    | Jens Nielsen                                           |
| 10 | DNK     | CS    | Lasse Ankjær                                           |
| 11 | GER     | CS    | Denni Patschinsky                                      |
| 13 | DNK     | V     | Jacob Andersen                                         |
| 15 | DNK     | V     | Jesper Nielsen                                         |
| 17 | Nigéria | KP    | Adeola Lanre Runsewe (Kölcsönben az FC Midtjyllandtól) |
| 18 | DNK     | KP    | Kasper F. Jensen                                       |

| #  |         | Poszt | Név                                                  |
| -- | ------- | ----- | ---------------------------------------------------- |
| 19 | Nigéria | KP    | Ayinde Jamiu Lawal (Kölcsönben az FC Midtjyllandtól) |
| 20 | DNK     | V     | Thomas Frandsen                                      |
| 21 | DNK     | KP    | Patrick Bang Nielsen                                 |
| 22 | DNK     | KP    | Michael Jacobsen                                     |
| 23 | DNK     | CS    | Shayan Shanpar                                       |
| 24 | DNK     | K     | Casper Buus Hansen                                   |
| 25 | DNK     | KP    | Rasmus Mogensen                                      |
| 26 | DNK     | CS    | Thomas Dalgaard                                      |
| 27 | DNK     | K     | Daniel Nors                                          |
| 28 | DNK     | V     | Djani Boskailo                                       |
| 29 | DNK     | V     | Jan Borup                                            |
| —  | DNK     | V     | Søren Holdgaard                                      |

## Külső hivatkozások
- (dánul) Hivatalos weboldal